# Ciclismo nos Jogos Olímpicos de Verão da Juventude de 2010 - BMX feminino
A prova de BMX feminino do ciclismo nos Jogos Olímpicos de Verão da Juventude de 2010 foi realizada no dia 19 de agosto no Tampines Bike Park, em Cingapura. O evento foi constituído por várias etapas. Primeiramente houve uma corrida para tomada de tempo. Em seguida, foram disputadas as quartas-de-final e as semifinais, compostas por três corridas cada, até a definição das oito finalistas. Embora não distribuísse medalhas, o evento contou pontos para a competição por equipes. 

## Tomada de tempo
Esta etapa começou aproximadamente às 10:00 (UTC+8).
| Pos. | Cód. atleta | Nome                        | País                 | Tempo final | Diferença |
| ---- | ----------- | --------------------------- | -------------------- | ----------- | --------- |
| 1    | BRA 1       | Mayara Perez                | BRA Brasil           | 36.593      | ±0.000    |
| 2    | AUS 1       | Kirsten Dellar              | AUS Austrália        | 36.757      | +0.164    |
| 3    | NED 1       | Maartje Hereijgers          | NED Países Baixos    | 37.250      | +0.657    |
| 4    | RSA 1       | Teagan O'Keeffe             | RSA África do Sul    | 37.360      | +0.767    |
| 5    | DEN 1       | Mette Jepsen                | DEN Dinamarca        | 37.905      | +1.312    |
| 6    | BEL 1       | Tori van de Perre           | BEL Bélgica          | 38.180      | +1.587    |
| 7    | INA 1       | Elga Kharisma Novanda       | INA Indonésia        | 41.454      | +4.861    |
| 8    | SUI 1       | Linda Indergand             | SUI Suíça            | 42.196      | +5.603    |
| 9    | CHI 1       | Laura Munizaga              | CHI Chile            | 42.349      | +5.756    |
| 10   | JPN 1       | Manami Iwade                | JPN Japão            | 43.321      | +6.728    |
| 11   | NZL 1       | Sarah Kate McDonald         | NZL Nova Zelândia    | 44.089      | +7.496    |
| 12   | SIN 1       | Nur Nasthasia Abdul Nazzeer | SIN Singapura        | 44.254      | +7.661    |
| 13   | MEX 1       | Ingrid Drexel               | MEX México           | 44.350      | +7.757    |
| 14   | THA 1       | Siriluck Warapiang          | THA Tailândia        | 44.891      | +8.298    |
| 15   | ITA 1       | Alessia Bulleri             | ITA Itália           | 45.185      | +8.592    |
| 16   | HUN 1       | Zsófia Kéri                 | HUN Hungria          | 45.912      | +9.319    |
| 17   | POR 1       | Magda Martins               | POR Portugal         | 47.071      | +10.478   |
| 18   | ZIM 1       | Shaylene Brown              | ZIM Zimbabwe         | 47.169      | +10.576   |
| 19   | ARG 1       | Verena Brunner              | ARG Argentina        | 48.200      | +11.607   |
| 20   | COL 1       | Jessica Lergada             | COL Colômbia         | 49.016      | +12.423   |
| 21   | LAT 1       | Lija Laizane                | LAT Letônia          | 49.611      | +13.018   |
| 22   | BOL 1       | Jimena Montecinos           | BOL Bolívia          | 51.130      | +14.537   |
| 23   | ESP 1       | Bianca Martín               | ESP Espanha          | 52.434      | +15.841   |
| 24   | SRB 1       | Jovana Crnogorac            | SRB Sérvia           | 54.496      | +17.903   |
| 25   | SLO 1       | Nika Kožar                  | SLO Eslovênia        | 54.829      | +18.236   |
| 26   | BLR 1       | Volha Masiukovich           | BLR Bielorrússia     | 54.982      | +18.389   |
| 27   | CZE 1       | Karolína Kalašová           | CZE Chéquia          | 56.064      | +19.471   |
| 28   | CYP 1       | Antri Christoforou          | CYP Chipre           | 56.479      | +19.886   |
| 29   | CAN 1       | Kristina Laforge            | CAN Canadá           | 1:00.152    | +23.559   |
| 30   | KAZ 1       | Rimma Luchshenko            | KAZ Cazaquistão      | 1:00.525    | +23.932   |
| 31   | POL 1       | Monika Śur                  | POL Polônia          | 1:09.123    | +32.530   |
|      | ERI 1       | ERI Eritreia                | Senait Araya Debesay | Não largou  |           |

## Quartas-de-final
Esta etapa começou aproximadamente às 13:30 (UTC+8).

### Eliminatória 1
| Pos. | Cód. atleta | Nome             | País          | 1ª corrida | 2ª corrida | 3ª corrida | Total | Notas |
| ---- | ----------- | ---------------- | ------------- | ---------- | ---------- | ---------- | ----- | ----- |
| 1    | BRA 1       | Mayara Perez     | BRA Brasil    | 1 (39.039) | 1 (40.810) | 1 (38.601) | 3     | Q     |
| 2    | SUI 1       | Linda Indergand  | SUI Suíça     | 3 (41.419) | 2 (41.222) | 2 (41.141) | 7     | Q     |
| 3    | CHI 1       | Laura Munizaga   | CHI Chile     | 2 (41.232) | 3 (41.231) | 3 (41.273) | 8     | Q     |
| 4    | HUN 1       | Zsófia Kéri      | HUN Hungria   | 4 (45.714) | 4 (45.724) | 4 (45.361) | 12    | Q     |
| 5    | POR 1       | Magda Martins    | POR Portugal  | 5 (46.577) | 5 (46.567) | 5 (47.961) | 15    |       |
| 6    | SRB 1       | Jovana Crnogorac | SRB Sérvia    | 6 (51.416) | 6 (50.843) | 6 (50.268) | 18    |       |
| 7    | SLO 1       | Nika Kožar       | SLO Eslovênia | 7 (54.173) | 7 (52.031) | 7 (52.993) | 21    |       |

### Eliminatória 2
| Pos. | Cód. atleta | Nome                        | País              | 1ª corrida | 2ª corrida | 3ª corrida | Total | Notas |
| ---- | ----------- | --------------------------- | ----------------- | ---------- | ---------- | ---------- | ----- | ----- |
| 1    | RSA 1       | Teagan O'Keeffe             | RSA África do Sul | 1 (37.453) | 1 (37.943) | 1 (37.477) | 3     | Q     |
| 2    | DEN 1       | Mette Jepsen                | DEN Dinamarca     | 2 (37.550) | 2 (38.057) | 2 (38.129) | 6     | Q     |
| 3    | SIN 1       | Nur Nasthasia Abdul Nazzeer | SIN Singapura     | 3 (43.065) | 4 (42.957) | 3 (42.560) | 10    | Q     |
| 4    | CAN 1       | Kristina Laforge            | CAN Canadá        | 5 (43.349) | 3 (42.683) | 4 (42.683) | 12    | Q     |
| 5    | MEX 1       | Ingrid Drexel               | MEX México        | 4 (43.267) | 5 (43.826) | 6 (48.147) | 15    |       |
| 6    | COL 1       | Jessica Lergada             | COL Colômbia      | 6 (49.470) | 7 (49.182) | 5 (48.139) | 18    |       |
| 7    | LAT 1       | Lija Laizane                | LAT Letônia       | 7 (49.763) | 6 (49.176) | 7 (48.447) | 20    |       |
| 8    | CYP 1       | Antri Christoforou          | CYP Chipre        | 8 (53.777) | 8 (53.878) | 8 (54.308) | 24    |       |

### Eliminatória 3
| Pos. | Cód. atleta | Nome                  | País             | 1ª corrida      | 2ª corrida      | 3ª corrida | Total           | Notas |
| ---- | ----------- | --------------------- | ---------------- | --------------- | --------------- | ---------- | --------------- | ----- |
| 1    | AUS 1       | Kirsten Dellar        | AUS Austrália    | 1 (38.448)      | 1 (38.138)      | 1 (36.978) | 3               | Q     |
| 2    | INA 1       | Elga Kharisma Novanda | INA Indonésia    | 2 (41.054)      | 2 (40.971)      | 2 (40.235) | 6               | Q     |
| 3    | JPN 1       | Manami Iwade          | JPN Japão        | 3 (43.573)      | 3 (42.648)      | 3 (42.540) | 9               | Q     |
| 4    | ITA 1       | Alessia Bulleri       | ITA Itália       | 4 (44.350)      | 4 (44.802)      | 4 (44.705) | 12              | Q     |
| 5    | ZIM 1       | Shaylene Brown        | ZIM Zimbabwe     | 5 (45.670)      | 5 (46.115)      | 5 (45.376) | 15              |       |
| 6    | BLR 1       | Volha Masiukovich     | BLR Bielorrússia | 6 (47.227)      | 6 (47.267)      | 6 (48.432) | 18              |       |
| 7    | ESP 1       | Bianca Martín         | ESP Espanha      | 7 (51.063)      | 7 (52.723)      | 7 (52.142) | 21              |       |
|      | POL 1       | Monika Śur            | POL Polônia      | 10 (Não largou) | 10 (Não largou) |            | Desclassificada |       |

### Eliminatória 4
| Pos. | Cód. atleta | Nome                | País              | 1ª corrida | 2ª corrida   | 3ª corrida | Total | Notas |
| ---- | ----------- | ------------------- | ----------------- | ---------- | ------------ | ---------- | ----- | ----- |
| 1    | NED 1       | Maartje Hereijgers  | NED Países Baixos | 1 (37.925) | 1 (38.056)   | 1 (38.146) | 3     | Q     |
| 2    | BEL 1       | Tori van de Perre   | BEL Bélgica       | 2 (38.554) | 2 (39.441)   | 2 (39.016) | 6     | Q     |
| 3    | NZL 1       | Sarah Kate McDonald | NZL Nova Zelândia | 3 (43.669) | 3 (43.577)   | 3 (44.292) | 9     | Q     |
| 4    | THA 1       | Siriluck Warapiang  | THA Tailândia     | 4 (44.327) | 4 (44.061)   | 4 (45.651) | 12    | Q     |
| 5    | ARG 1       | Verena Brunner      | ARG Argentina     | 5 (45.417) | 5 (45.708)   | 5 (46.739) | 15    |       |
| 6    | KAZ 1       | Rimma Luchshenko    | KAZ Cazaquistão   | 7 (46.830) | 6 (45.994)   | 6 (47.293) | 19    |       |
| 7    | CZE 1       | Karolína Kalašová   | CZE Chéquia       | 6 (46.427) | 8 (1:10.227) | 7 (50.203) | 21    |       |
| 8    | BOL 1       | Jimena Montecinos   | BOL Bolívia       | 8 (50.059) | 7 (51.266)   | 8 (52.686) | 23    |       |

## Semifinais
As semifinais começaram aproximadamente às 14:55 (UTC+8).

### Semifinal 1
| Pos. | Cód. atleta | Nome                       | País              | 1ª corrida | 2ª corrida | 3ª corrida | Total | Notas |
| ---- | ----------- | -------------------------- | ----------------- | ---------- | ---------- | ---------- | ----- | ----- |
| 1    | BRA 1       | Mayara Perez               | BRA Brasil        | 1 (36.818) | 1 (37.270) | 3 (38.800) | 5     | Q     |
| 2    | RSA 1       | Teagan O'Keeffe            | RSA África do Sul | 2 (38.019) | 3 (39.182) | 1 (38.039) | 6     | Q     |
| 3    | DEN 1       | Mette Jepsen               | DEN Dinamarca     | 3 (38.716) | 2 (37.797) | 2 (38.258) | 7     | Q     |
| 4    | SUI 1       | Linda Indergand            | SUI Suíça         | 4 (40.193) | 4 (39.878) | 4 (40.242) | 12    | Q     |
| 5    | CHI 1       | Laura Munizaga             | CHI Chile         | 5 (41.518) | 5 (41.086) | 5 (40.514) | 15    |       |
| 6    | SIN 1       | Nur Nasthasia Abdul Nazzer | SIN Singapura     | 6 (42.674) | 6 (42.029) | 6 (41.385) | 18    |       |
| 7    | CAN 1       | Kristina Laforge           | CAN Canadá        | 7 (42.989) | 7 (42.880) | 7 (43.267) | 21    |       |
| 8    | HUN 1       | Zsófia Kéri                | HUN Hungria       | 8 (45.613) | 8 (45.488) | 8 (45.404) | 24    |       |

### Semifinal 2
| Pos. | Cód. atleta | Nome                  | País              | 1ª corrida | 2ª corrida | 3ª corrida | Total | Notas |
| ---- | ----------- | --------------------- | ----------------- | ---------- | ---------- | ---------- | ----- | ----- |
| 1    | NED 1       | Maartje Hereijgers    | NED Países Baixos | 2 (38.277) | 1 (36.851) | 1 (37.034) | 4     | Q     |
| 2    | AUS 1       | Kirsten Dellar        | AUS Austrália     | 1 (37.353) | 2 (37.756) | 2 (38.284) | 5     | Q     |
| 3    | BEL 1       | Tori van de Perre     | BEL Bélgica       | 3 (39.197) | 3 (39.144) | 3 (39.727) | 9     | Q     |
| 4    | INA 1       | Elga Kharisma Novanda | INA Indonésia     | 4 (40.331) | 4 (40.798) | 4 (40.894) | 12    | Q     |
| 5    | JPN 1       | Manami Iwade          | JPN Japão         | 6 (44.103) | 5 (43.318) | 6 (43.916) | 17    |       |
| 6    | NZL 1       | Sarah Kate McDonald   | NZL Nova Zelândia | 5 (43.567) | 6 (44.083) | 7 (44.908) | 18    |       |
| 7    | THA 1       | Siriluck Warapiang    | THA Tailândia     | 7 (45.088) | 7 (44.557) | 5 (43.874) | 19    |       |
| 8    | ITA 1       | Alessia Bulleri       | ITA Itália        | 8 (45.993) | 8 (45.501) | 8 (46.191) | 24    |       |

## Final
A final teve início por volta das 16:10 (UTC+8).
| Pos. | Cód. atleta | Nome                  | País              | Tempo  | Diferença |
| ---- | ----------- | --------------------- | ----------------- | ------ | --------- |
| 1    | BRA 1       | Mayara Perez          | BRA Brasil        | 35.698 | ±0.000    |
| 2    | AUS 1       | Kirsten Dellar        | AUS Austrália     | 36.133 | +0.435    |
| 3    | NED 1       | Maartje Hereijgers    | NED Países Baixos | 36.457 | +0.759    |
| 4    | RSA 1       | Teagan O'Keeffe       | RSA África do Sul | 36.982 | +1.284    |
| 5    | DEN 1       | Mette Jepsen          | DEN Dinamarca     | 37.143 | +1.445    |
| 6    | BEL 1       | Tori van de Perre     | BEL Bélgica       | 38.060 | +2.362    |
| 7    | INA 1       | Elga Kharisma Novanda | INA Indonésia     | 39.624 | +3.926    |
| 8    | SUI 1       | Linda Indergand       | SUI Suíça         | 39.644 | +3.946    |

## Pontuação
| Pos. | Cód. atleta | Nome                        | País              | Pontos |
| ---- | ----------- | --------------------------- | ----------------- | ------ |
| 1    | BRA 1       | Mayara Perez                | BRA Brasil        | 1      |
| 2    | AUS 1       | Kirsten Dellar              | AUS Austrália     | 5      |
| 3    | NED 1       | Maartje Hereijgers          | NED Países Baixos | 8      |
| 4    | RSA 1       | Teagan O'Keeffe             | RSA África do Sul | 12     |
| 5    | DEN 1       | Mette Jepsen                | DEN Dinamarca     | 15     |
| 6    | BEL 1       | Tori van de Perre           | BEL Bélgica       | 18     |
| 7    | INA 1       | Elga Kharisma Novanda       | INA Indonésia     | 21     |
| 8    | SUI 1       | Linda Indergand             | SUI Suíça         | 24     |
| 9    | CHI 1       | Laura Minizaga              | CHI Chile         | 27     |
| 10   | JPN 1       | Manami Iwade                | JPN Japão         | 30     |
| 11   | NZL 1       | Sarah Kate McDonald         | NZL Nova Zelândia | 32     |
| 12   | SIN 1       | Nur Nasthasia Abdul Nazzeer | SIN Singapura     | 34     |
| 13   | THA 1       | Siriluck Christoforou       | THA Tailândia     | 36     |
| 14   | CAN 1       | Kristina Laforge            | CAN Canadá        | 37     |
| 15   | HUN 1       | Zsófia Kéri                 | HUN Hungria       | 38     |
| 16   | ITA 1       | Alessia Bulleri             | ITA Itália        | 39     |
| 17   | MEX 1       | Ingrid Drexel               | MEX México        | 40     |
| 18   | ZIM 1       | Shaylene Brown              | ZIM Zimbabwe      | 40     |
| 19   | ARG 1       | Verena Brunner              | ARG Argentina     | 40     |
| 20   | POR 1       | Magda Martins               | POR Portugal      | 40     |
| 21   | BLR 1       | Volha Masiukovich           | BLR Bielorrússia  | 40     |
| 22   | COL 1       | Jessica Lergada             | COL Colômbia      | 40     |
| 23   | SRB 1       | Jovana Crnogorac            | SRB Sérvia        | 40     |
| 24   | KAZ 1       | Rimma Luchshenko            | KAZ Cazaquistão   | 40     |
| 25   | LAT 1       | Lija Laizane                | LAT Letônia       | 40     |
| 26   | ESP 1       | Bianca Martín               | ESP Espanha       | 40     |
| 27   | SLO 1       | Nika Kožar                  | SLO Eslovênia     | 40     |
| 28   | CZE 1       | Karolína Kalašová           | CZE Chéquia       | 40     |
| 29   | BOL 1       | Jimena Montecinos           | BOL Bolívia       | 40     |
| 30   | CYP 1       | Antri Christoforou          | CYP Chipre        | 40     |
| 31   | POL 1       | Monika Śur                  | POL Polônia       | 40     |
| 32   | ERI 1       | Senait Araya Debesay        | ERI Eritreia      | 40     |